# Menampu
Menampu is een bestuurslaag in het regentschap Jember van de provincie Oost-Java, Indonesië. Menampu telt 11.307 inwoners (volkstelling 2010).